# 가누마 흙
가누마 흙은 도치기현 가누마시 부근 일대를 중심으로 하여 산출되는 속돌 흙이다. 주로 원예용으로 이용된다.